# کیش‌اونیوم
کیش‌اونیوم (به مجاری:  Kisunyom) یک شهرداری در مجارستان است که در واش واقع شده‌است. کیش‌اونیوم ۱۰ کیلومتر مربع مساحت و ۳۸۸ نفر جمعیت دارد.